# Louis Poinsot
Louis Poinsot, född den 3 januari 1777 i Paris, död där den 5 december 1859, var en fransk matematiker.
Poinsot blev 1809 professor i matematik vid École polytechnique i Paris och var sedan 1843 medlem av Bureau des longitudes. Hans namn tillhör de 72 som är ingraverade på Eiffeltornet. Poinsot bidrog väsentligen till mekanikens utveckling genom den rent geometriska metod, som han angav för lösningen av frågor rörande kroppars rotation samt genom att vid härledningen av mekanikens grundläggande satser utgå från teorin för kraftpar. Inom den rena matematiken behandlade han företrädesvis talteorin samt teorin för polygoner och polyedrar, vilken sistnämnda teori av honom utbildades genom införande av de så kallade stjärnpolyedrarna. Bland Poinsots skrifter kan nämnas Théorie nouvelle de la rotation des corps i Journal de mathématiques pures et appliquées, 1834) och Elements de statique (1804; 11:e upplagan 1872), en lärobok, som i många årtionden ansågs klassisk.